# نیترات جیوه (I)
نیترات جیوه(I) (به انگلیسی: Mercury(I) nitrate) با فرمول شیمیایی Hg۲(NO۳)۲ (anhydrous)
Hg۲(NO۳)۲·2H۲O (dihydrate) یک ترکیب شیمیایی است. که جرم مولی آن ۵۲۵٫۱۹ g/mol می‌باشد. شکل ظاهری این ترکیب، بلورهای دستگاه بلوری مونوکلینیک سفید است.